# يوريكو أونو
يوريكو أونو (باليابانية: 小野ゆり子؛ بالكانا: おの ゆりこ) ممثلة يابانية، ولدت في 4 أغسطس 1989 في طوكيو في اليابان.

## وصلات خارجية
- الموقع الرسمي
- يوريكو أونو على موقع IMDb (الإنجليزية)
- يوريكو أونو على موقع قاعدة بيانات الفيلم (الإنجليزية)